# Sistemes de resposta a classe
Els sistemes de resposta a classe (anglès: Classroom Response Systems) o "sistema de resposta a distància" són un mètode interactiu de votació en el qual l'audiència pot respondre a qüestions llançades pel ponent, qui les recollirà de manera immediata i anònima. Un "sistema de resposta a la classe" (CRS) fa referència a l'ús d'un hardware i d'un software concret amb l'única finalitat de facilitar activitats docents i cercar una millora en el procés d'ensenyament-aprenentatge. En diferents àmbits s'ha emprat el terme "sistema de resposta públic" per a referir-se als CRS, però s'ha declinat aquest ús pel fet de considerar l'alumnat com a membres passius de l'audiència, quan realment el què es pretén és que siguen actius durant tot el procés.
El procés consisteix amb el plantejament d'una resposta de resposta múltiple per part del mestre cap a tot l'alumnat mitjançant un projector, un ordinador o simplement en veu alta, si la pregunta ha sigut enregistrada anteriorment al software emprat. En el moment de respondre, cada alumne marcarà la seua resposta mitjançant un transmissor que tindrà a la mà (Clicker, Plicker, etc.), el qual, mitjançant una freqüència, enviarà el senyal al receptor, en aquest cas el software emprat. És aleshores quan el software recull totes les respostes de l'aula i produeix automàticament una gràfica per veure la variació de respostes entre l'alumnat.
Aquest sistema comença a emprar-se als anys 60, en classes d'educació superior, fins al seu ús en l'actualitat.

## Clickers
El sistema de Clickers també es pot anomenar “Classroom Response Systems” (CRS), “Student Response Systems” o “Audience Response St.”, i el podem definir com un sistema de votació interactiu amb múltiples utilitats. És un dispositiu del qual obtenim informació de l'audiència d'una manera ràpida i senzilla. És a dir, és un transmissor de mà que s'encarrega d'enviar una resposta a la pregunta d'elecció múltiple plantejada mitjançant un projector o un ordinador.
Però com podem realitzar aquesta activitat? Aquest recurs està compost per un emissor (Clicker) i un receptor (Card Receptor). Per tant, el dispositiu o Clicker envia un senyal de ràdio freqüència al receptor que està adjunt a l'ordinador.
D'altra banda, pel que fa a educació, és un ferrament adequat per als que confien en les noves tecnologies, ja que és un recurs on els protagonistes són els estudiants que, treballant en grup o de forma individual, han de ser responsables del seu propi aprenentatge. També possibilita un seguiment de l'assistència a l'aula.
Les preguntes de múltiple resposta es poden utilitzar no només per avaluar els estudiants, sinó per participar-hi. Algunes preguntes molt efectives són molt diferents de les preguntes que poden aparéixer als exàmens tradicionals, convertint-se en un recurs òptim del qual podem beneficiar-nos de diferents formes. Els resultats d'aquestes preguntes queden automàticament emmagatzemats perquè el professorat puga veure eixa informació quan la classe ja haja acabat. D'aquesta forma, el docent pot establir noves estratègies pedagògiques per a la propera classe. També es poden penjar en línia en plataformes com Moodle o Blackboard.
Pel que fa als beneficis, a banda d'avaluar, també es poden fer una autoavaluació i coavaluació efectives. A més a més, proporciona feedback entre l'alumnat, que està més motivat per utilitzar recursos com aquest, i el professor, sent un bon mètode de discussió. També cal destacar que serveix com a millora del pla docent on l'alumnat té una major atenció durant el procés d'ensenyament-aprenentatge i rep una retroalimentació immediata en votar, així el docent avalua la seua comprensió també de forma immediata facilitant un millor aprenentatge.
Per acabar, seguint en aquest context de l'aula, segons diferents investigacions, el potencial d'aquest recurs pot ser millorar la comunicació entre el professorat i l'alumnat, fent una classe més motivant i actualitzada als dispositius i recursos actuals.

### Avantatges
Per què utilitzar un CRS?:
- Augmenta la motivació.

- Capta l'atenció dels estudiants. La seua utilitat resulta molt dinàmica.

- Representa l'adquisició d'un coneixement significatiu. L'alumnat construeix el coneixement en un procés interactiu i cooperatiu.

- Possibilita la discussió entre l'alumnat plenament inclòs en la dinàmica de l'aula, clau per a la comprensió de la matèria.

- Incrementa el compromís en el mateix procés d'aprenentatge gràcies al rol actiu que li permet ocupar a l'alumnat.

- Permet realitzar avaluacions i autoavaluacions. Serveix com eina per a valorar el nivell de comprensió de l'alumnat.

- El professorat pot incrementar el valor de l'aprenentatge creant bons espais de debat i planificant preguntes de gran qualitat.

- Permet el desenvolupament d'activitats a l'aula enfocades a l'aplicació de conceptes clau relacionats amb problemes pràctics.

- Permet adaptar el contingut a les necessitats específiques de l'alumnat. Si un histograma de respostes de l'estudiant mostra que un nombre significatiu d'estudiants escull respostes errònies a una pregunta, el professor pot revisitar o aclarir els punts que ell o ella només feia a classe. Si un histograma mostra que la majoria dels estudiants trien les respostes correctes a una pregunta, el professor pot passar a un altre tema.

- Facilita l'efectuació de feedback de manera instantània. A més, el docent pot determinar quina és la millor manera de donar retroalimentació al seu alumnat.

- Existeix una eina que permet guardar els resultats durant un període; açò permet una anàlisi més profunda de cada alumne/a.

- Produeix una millora del pla docent.

- L'ús és senzill. No presenta complexitat ni la necessitat de pràctica. Es basa a pressionar fer clic a una opció.

- L'anonimat permet que tots puguen participar i opinar d'una manera silenciosa i privada sense que es creen barreres per a no fer-ho.

### Inconvenients
Per què no utilitzar un CRS?:
El cost d'adquisició d'un CRS pot ser un gran desavantatge. Com qualsevol altre aparell tecnològic, si l'estudiant el perd o té problemes tècnics li ocasionarà problemes. Els problemes tècnics amb els dispositius requereixen un professorat qualificat en aquest camp de resolució.
Si s'empren Clickers per a preguntes conceptuals, l'alumnat pot centrar-se a memoritzar en lloc d'entendre el concepte. Es poden saber les errades de l'alumnat, és a dir, que tenen conceptes erronis, però no necessàriament seran revelats.

### Tipus d'activitats
A continuació, s'esmenten diferents tipus d'activitats que es poden realitzar emprant CRS o Clikers:
- Activitats per a controlar l'assistència de l'alumnat. Es pot fer servir de forma directa, preguntant qui ha assistit a classe, o bé de manera indirecta, veient qui contesta les preguntes al llarg de la sessió.

- Activitats per a avaluar. Els CRS es poden utilitzar per a portar a terme activitats que es poden qualificar amb una nota quantitativa, com per exemple proves d'elecció múltiple. A banda, també es poden utilitzar per plantejar preguntes als estudiants i, d'aquest mode, recollir les seues respostes per tal d'obtenir informació en temps real sobre el seu aprenentatge. Els estudiants poden fer servir aquesta informació per a avaluar el seu coneixement, i els instructors poden utilitzar-la per canviar la manera de gestionar la classe en resposta a les necessitats d'aprenentatge dels seus alumnes.

- Activitats per a promoure un debat inicial. El mestre planteja una pregunta, donant als estudiants temps per pensar-hi i registra les seues respostes. A continuació, els mostra els resultats i aquests debaten al voltant dels mateixos.

- Activitats per a promoure un ensenyament continu. Determinar allò que els estudiants entenen i allò que no sovint pot ser un repte per al mestre; és per això que els CRS es poden utilitzar per avaluar en temps real durant la classe i modificar el ritme de la sessió. Si les dades dels CRS mostren que els estudiants entenen un tema determinat, l'instructor pot passar al següent, si no, es pot dedicar més temps a un tema determinat.

- Activitats d'aprenentatge per parelles o Peer tutor. El professorat planteja una pregunta a l'alumnat, aquests reflexionen individualment sobre la pregunta i transmeten les seues respostes mitjançant els CRS. A continuació, el professorat comprova el gràfic de les respostes dels estudiants. Si un nombre significatiu de l'alumnat escull la resposta equivocada, el professorat els ordena que discutisquen la pregunta amb el company o “peer student”. Després d'uns minuts de discussió, els estudiants tornen a enviar les seues respostes.

### Tipus de preguntes
Dintre de les distintes activitats, les preguntes poden canviar. Així doncs, aquestes preguntes amb CRS o Clikers es poden utilitzar no només per avaluar els coneixements dels estudiants, sinó també per integrar-los i fer-los participar al llarg de les sessions. A continuació, s'esmenten diferents tipus de preguntes que es poden formular utilitzant CRS:
- Preguntes per recordar continguts: aquestes preguntes demanen als estudiants que recorden fets, conceptes o tècniques rellevants.

- Preguntes per comprendre continguts: aquestes preguntes van més enllà de la memorització i l'avaluació dels conceptes importants per part dels estudiants. Les opcions de resposta a aquestes preguntes solen basar-se en conceptes erronis comuns. A més a més, les preguntes demanen als estudiants que classifiquen, relacionen característiques amb conceptes, seleccionen la millor descripció, etc.

- Preguntes per aplicar coneixements: aquestes preguntes demanen a l'alumnat que apliquen els seus coneixements a situacions i contextos particulars. Aquestes preguntes solen demanar als estudiants que prenguen una decisió en un escenari determinat i connecten el contingut del curs a situacions reals.

- Preguntes de pensament crític: aquestes preguntes operen en els nivells més alts de la Taxonomia de Bloom que requereixen als estudiants analitzar les relacions entre conceptes o fer avaluacions. Es demana als estudiants que seleccionen la millor resposta d'entre diverses opcions. Aquestes preguntes poden ser molt efectives a l'hora de preparar els estudiants per a participar en debats de classe.

- Preguntes sobre les perspectives dels estudiants: són preguntes que demanen a l'alumnat que compartisquen les seues opinions o experiències. Aquestes preguntes no tenen respostes correctes, sinó que, a partir de les diferents perspectives dels alumnes d'una classe, poden ajudar al professorat i a l'alumnat a comprendre millor aquestes perspectives. Sovint poden generar debats sobre qüestions ètiques, legals o morals. L'anonimat que els CRS proporcionen és un ingredient essencial.

- Preguntes sobre el nivell de confiança: es pregunta a l'alumnat una pregunta de contingut, i se’l demana que valoren la seua confiança en les seues respostes (alt, mitjà o baix). Aquesta pràctica pot ajudar en la metacognició (aprendre sobre el propi aprenentatge).

- Preguntes de seguiment: es tracta de preguntes dissenyades per a proporcionar als docents informació sobre com l'alumnat avança durant el procés d'aprenentatge.

## Reptes
No obstant això, per a poder utilitzar un CRS com cal a l'aula s'han de tenir en compte diferents reptes que s'hi plantegen a continuació.
En primer lloc, igual que amb qualsevol ús de les noves tecnologies a l'aula, utilitzant un CRS durant la lliçó poden sorgir problemes tècnics, com per exemple que s'ature el programa utilitzat o que no funcione algun dels aparells que es necessiten.
En segon lloc, aquests tipus de recursos nous i fàcils d'utilitzar són diferents dels recursos que es veuen diàriament, per tant encara cal un temps de posada en marxa fins que es normalitze el seu ús a l'aula i també la seua instal·lació.
En tercer lloc, la majoria de la tecnologia CRS limita al professorat a presentar preguntes de resposta múltiple, ja que és la forma d'utilitzar aquest recurs, però escriure preguntes efectives i significatives amb opcions múltiples pot ser un repte per al professorat perquè moltes vegades les opcions a escollir no són tan òptimes com deurien.
D'altra banda, l'ús d'un CRS a classe ocupa molt de temps al llarg de la sessió: s'han de distribuir els transmissors a l'alumnat, que primer ha de seure al seu lloc, després ha de deixar un temps per a poder pensar com respondre cada qüestió correctament, i per acabar, quan ja sàpiguen la resposta, s'ha de debatre perquè eixa és la resposta correcta i no una altra, deixant així que l'alumnat done la seua opinió i valore la de la resta de companys.
Per acabar amb els reptes, quan un docent utilitza un CRS per a comprovar la comprensió de l'alumnat, i aquests no entenen algun concepte, el docent ha d'interrompre la classe i modificar el seu pla al moment per a poder explicar-ho, convertint-se en un repte per a ell haver de modificar les seues lliçons prèviament preparades; el què pot provocar no respondre alguna de les preguntes preparades.

## Altres recursos

### Plickers
Els Plickers són un sistema de resposta a distància amb la mateixa funció que els Clickers, però amb la variant de què es basa en l'ús de codis QR com a resposta i no pas un aparell electrònic. Es centra en l'ús d'una aplicació gratuïta que permet crear al moment un sistema de compteig i enquesta. Perquè açò tinga lloc, la mateixa aplicació crea un codi QR per a cada usuari que serà imprés a paper. Aquest codi QR, segons el costat del qual es mostre representa una resposta, fins a un màxim de 4 (el codi QR té 4 costats). D'aquesta forma, el docent escaneja les respostes de l'alumnat a cada pregunta i l'aplicació crea al moment una anàlisi dels resultats. Permet controlar el progrés individual i per equips.
En els moments que l'alumnat està responent la pregunta, el docent ha d'enfocar els codis QR de l'alumnat amb el mòbil i automàticament les respostes van enregistrant-se al lloc web i, en cas de tindre projector i/o pissarra digital, l'alumnat pot veure com varien els resultats a la pregunta. A més a més, el mateix lloc web permet personalitzar les preguntes, les respostes, els resultats, l'anàlisi, les gràfiques, etc.
El sistema Plickers és més senzill i més econòmic que altres sistemes de resposta a distància; solament requereix un sistema iOS o Android i una impressora per a imprimir els codis QR.
Si es compara el sistema clàssic d'ús de TIC vs. l'ús de Plickers:
1. Ús de TIC pot necessitar inversió Vs. gratuït.
2. No se sap la consecució dels objectius fins a la fi Vs. durant el procés controles el nivell i la consecució.
3. L'aplicació per a recuperar arxius solament es pot iniciar amb els controls Vs. a mesura que algú presenta dificultats es pot actuar automàticament.
4. L'avaluació solament és cosa del docent Vs. l'alumnat participa activament planificant, elaborant i avaluant.
5. Rol marcat professor-docent Vs. treball compartit.

### Turning Point 5
El Turning Point 5 és un software especialitzat en crear presentacions com les de Power Point, però amb una edició totalment personalitzada. Entre una d'aquestes opcions es troba una especialitzada a crear diapositives en forma de pregunta de tipus test, des de les quals es poden plantejar preguntes a l'alumnat i observar les respostes en directe.
Perquè l'alumnat responga les preguntes hauran de fer ús de les ferramentes vinculades al programa. Aleshores, una vegada transcorregut el temps programat i tancat el sondeig, en la mateixa diapositiva, projectada a l'aula, es projecten dos tipus d'informació: una gràfica amb el percentatge exacte d'alumnat que ha respost cada resposta i la resposta correcta.
Cal destacar, a més, la possibilitat que el docent guarde la sessió, cosa que produirà un document Excel que mostre els resultats obtinguts.

### iClicker
L'iClicker és un recurs el qual prové al comprador d'un software i d'un hardware especialitzats en el tema. Es tracta d'un recurs de pagament.

## Webgrafia
- Aprendizaje activo con sistemas de respuesta en Infantil y Primaria (2015). [en línia]. Educación 3.0. [Data de consulta: 18 d'octubre de 2018]. Recuperat de: <https://www.educaciontrespuntocero.com/experiencias/aprendizaje-activo-infantil-primaria/26144.html Arxivat 2018-10-24 a Wayback Machine.>

- BARRAGUÉS, José Ignacio, MORAIS, Adolfo, JUNCAL, María i GUISASOLA, Jenaro (2013). <<Una propuesta de uso de un Classroom Response System (CRS) para promover clases interactivas de Cálculo en la universidad>>. Educación Matemática (vol. 25, núm. 1, pàg. 63-109). Recuperat de: http://www.revista-educacion-matematica.com/pdf/documentos/REM/REM25-1/Vol25-1-3.pdf

- Classroom Response Systems (2007) [en línia]. Deal, Ashley. [Data de consulta: 17 d'octubre de 2018]. Recuperat de: <http://citeseerx.ist.psu.edu/viewdoc/download;jsessionid=43C0A3B3D310EB1CE207FA0FC11BF115?doi=10.1.1.727.6921&rep=rep1&type=pdf>.

- Classroom Response Systems (“Clickers”) [en línia]. Bruff, Derek. Vanderbilt Center for Teaching. [Data de consulta: 18 d'octubre de 2018]. Recuperat de: <https://cft.vanderbilt.edu/guides-sub-pages/clickers/>

- Clickers [en línia]. Universidad de Navarra. [Data de consulta: 18 d'octubre de 2018]. Recuperat de: <https://www.unav.edu/web/calidad-e-innovacion/clickers Arxivat 2018-10-29 a Wayback Machine.>
- Clickers educacion mcmedia (2013) [en línia]. Youtube ronaldmc. [Data de consulta: 18 d'octubre de 2018]. Recuperat de: <{{format ref}} https://www.youtube.com/watch?v=TZQQoag1GNU>

- iClicker. [en línia]. [Data de consulta: 18 d'octubre de 2018]. Recuperat de: <https://www.iclicker.com/>

- Moodle (2001) [en línia]. Wikipedia. [Data de consulta: 18 d'octubre de 2018]. Recuperat de: Moodle

- Sistema inalámbrico de respuesta (2018) [en línia]. Wikipedia. [Data de consulta: 18 d'octubre de 2018].
- Taller: "Clickers: descubriendo las ventajas de su uso en las aulas" (2016) [en línia]. Barac, M. y López, M. I. II Jornadas sobre sistemas de votación Electrónica 2016 - Uso de las TIC en innovación docente universitaria. [Data de consulta: 20 d'octubre de 2018]. Recuperat de: <https://www.uv.es/piclickers/images/MANUAL.pdf>

- What are Clickers? (2007). [en línia]. Northern Illinois University. [Data de consulta: 19 d'octubre de 2018]. Recuperat de: <https://www.niu.edu/facdev/resources/quicktips/transcripts/clickers.shtml Arxivat 2018-10-29 a Wayback Machine.>

- 7 things you should know about Clickers. [PDF]. Educause. [Data de consulta: 20 d'octubre de 2018]. Recuperat de: <https://www.educause.edu/ir/library/pdf/ELI7002.pdf>